# Helena Greco
Helena Greco (Abaeté, 15 de junho de 1916 - Belo Horizonte, 27 de julho de 2011) foi uma ativista política brasileira. 

## Atividades

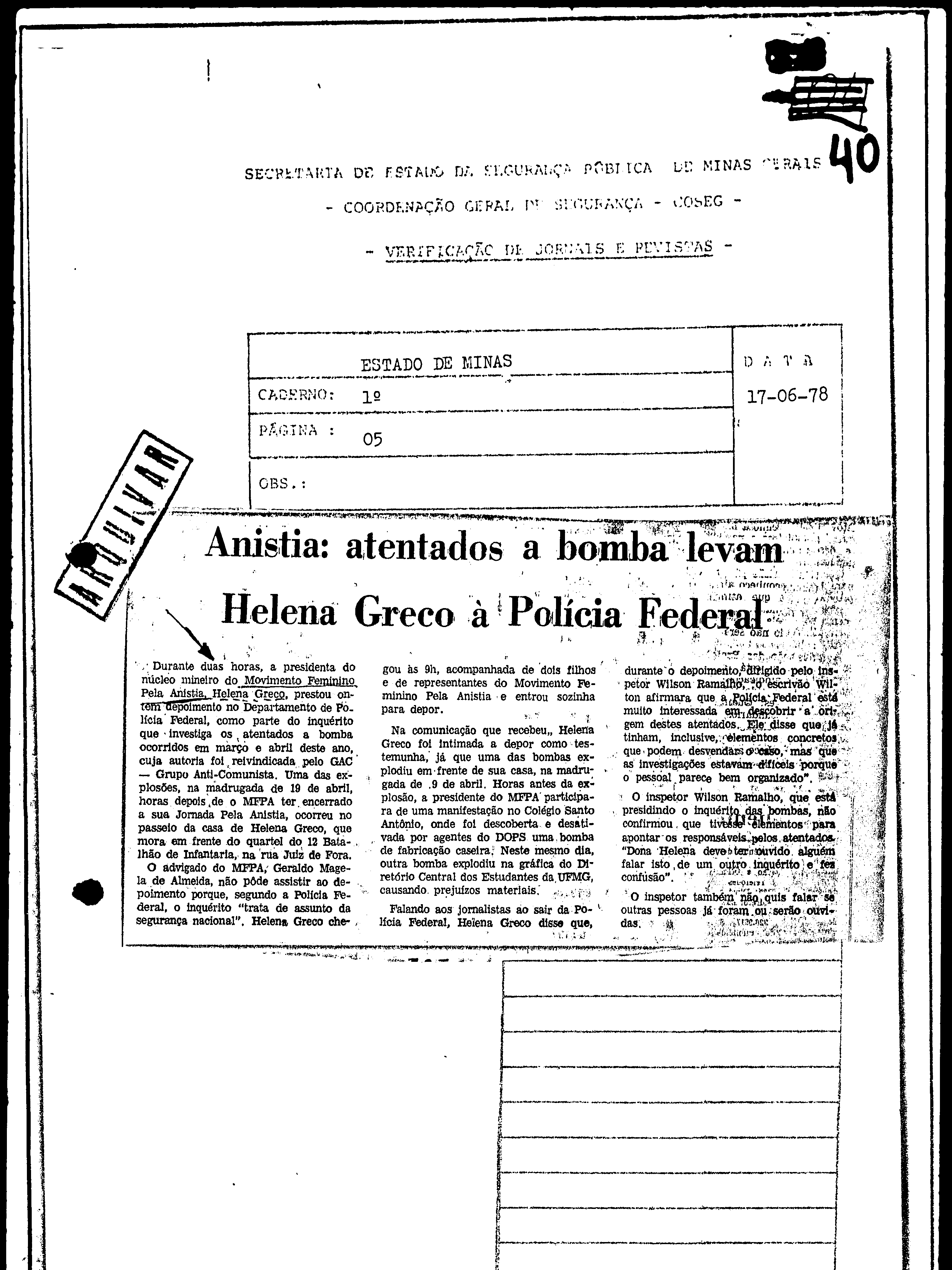
Helena Greco, então presidenta do núcleo mineiro do Movimento Feminino Pela Anistia, presta depoimento no Departamento de Polícia Federal, como parte de inquérito que investiga atentados a bombas em 1978.

Graduou-se em Farmácia, em 1937, pela Faculdade de Farmácia da Universidade Federal de Minas Gerais, sendo reconhecida em âmbito nacional e internacional por sua atuação política. Helena Greco foi a primeira vereadora eleita da capital mineira, nas eleições de 1982, e uma das fundadoras do Partido dos Trabalhadores na cidade. Exerceu dois mandatos, de 1982 a 1992. Já tinha sessenta anos quando se engajou na luta contra a ditadura militar. Fundou e dirigiu o Movimento Feminino pela Anistia, em Minas Gerais. 
Teve participação ativa em praticamente todos os movimentos e lutas que envolvem o binômio direitos humanos e cidadania. Foi idealizadora e criadora de várias entidades - entre elas, a Coordenadoria de Direitos Humanos e Cidadania da Prefeitura de Belo Horizonte, o Conselho Municipal dos direitos da Mulher, o Fórum Permanente de Luta pelos Direitos Humanos de Belo Horizonte, o Grupo de Trabalho Contra o Trabalho Infantil e o Movimento Tortura Nunca Mais. 

## Homenagens
Em 2002, foi homenageada pela Universidade Federal de Minas Gerais, por indicação da Faculdade de Farmácia, com a Medalha de Honra no âmbito do Programa Sempre UFMG. D. Helena é mãe do professor Dirceu Greco, da Faculdade de Medicina da Universidade Federal de Minas Gerais e de Heloisa Greco, professora aposentada da rede pública municipal de ensino de Belo Horizonte, doutora em História pela Universidade Federal de Minas Gerais, militante da luta pelos Direitos Humanos e membro fundadora do Instituto Helena Greco de Direitos Humanos e Cidadania – BH/MG.
Recebeu prêmios e distinções em sua grande maioria de cunho político, entre os quais a Medalha Chico Mendes de Resistência (1995), Prêmio Cidadania Mundial (1999) e Prêmio “Che” Guevara (2002). Além disso, foi designada para receber o Prêmio Estadual de Direitos Humanos, em 1998. A volta em segurança dos exilados tornou-se a preocupação de todos os seus dias. Escapou de um atentado a bomba e de uma série de ameaças a sua integridade física. Com o fim do Regime Militar, Helena continua com sua posição de esquerda. Participou ativamente do Grupo Tortura Nunca Mais. Elegeu-se vereadora e criou a primeira Comissão Permanente de Direitos Humanos na Câmara Municipal de Belo Horizonte. No dia 2 de maio de 2014 a Câmara de Vereadores de Belo Horizonte modificou o nome do “Elevado Castelo Branco” que passou a se chamar “ Viaduto Dona Helena Greco”. A mudança de nome foi uma iniciativa do então vereador Tarcício Caixeta (PT).